# Szabla abordażowa

Szabla abordażowa

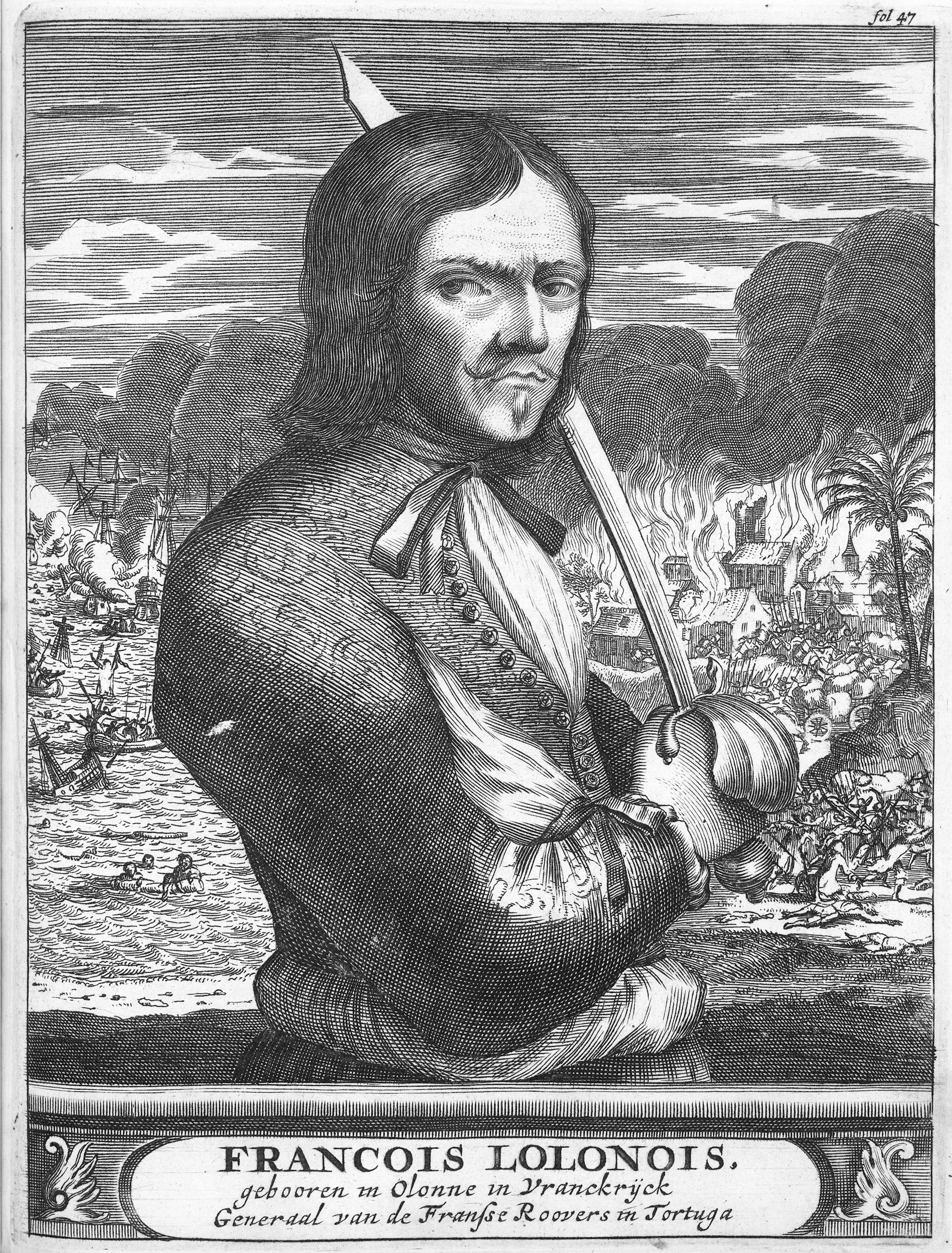
Francuski pirat François l’Olonnais z szablą abordażową

Szabla abordażowa (pot. niepopr. kord, kordelas) – rodzaj krótkiej szabli przeznaczonej do walki w czasie abordażu. Szable tego typu stanowiły popularną broń osobistą marynarzy w XVIII-XIX wieku.
Ze względu na stosunkowo krótką głownię szable abordażowe dobrze sprawdzały się podczas walki w ciasnych przestrzeniach (jakimi były pokłady okrętów). Istotną zaletą była również prostota użytkowania, nie wymagająca długiej nauki fechtunku. Popularność tego typu broni była ściśle związana z taktyką walki jaką był abordaż. Wraz z udoskonaleniem artylerii okrętowej i wprowadzeniem napędu mechanicznego, abordaż zaczął tracić na znaczeniu a wraz z nim nastąpił zanik użytkowania tych szabel. Mimo to w niektórych przypadkach szable abordażowe przetrwały jako uzbrojenie marynarzy aż do lat 30. XX wieku.